# 김알지
김알지(金閼智, 65년 ~ 몰년 미상)는 신라 김씨 왕조의 시조이다. 탈해 이사금 때 태어났으며 그의 7대손 미추 이사금이 김씨 최초로 왕에 즉위하였다. 정식 역사에서는 실존 인물로 파악하고 있지 않다.

## 생애
65년 탈해 이사금이 밤에 금성(金城) 서쪽 시림(始林)의 수풀 속에서 닭 울음 소리를 듣고서 신하 호공(瓠公)을 시켜 가보게 하였다. 금빛의 작은 함이 나뭇가지에 걸려 있고 흰 닭이 그 밑에서 울고 있다고 재상 호공이 보고하자, 왕이 직접 가서 함을 열어보니 용모가 아름다운 사내아이가 나왔다. 이때부터 시림을 계림(鷄林)이라 하고, 아이는 금함에서 나왔으므로 성을 김씨라 하였다.
《삼국사기》 〈미추왕조〉에는 알지가 세한(勢漢)을 낳고 세한이 아도(阿道), 아도가 수류(首留), 수류가 욱보(郁甫), 욱보가 구도(仇道)를 낳고, 구도는 미추를 낳았다고 함으로써, 알지를 시조로 하는 경주 김씨의 세보(世譜)를 소개하고 있다. 알지의 의미에 대해서는 여러 설이 분분하다. 《삼국유사》에 따르면, 알지라는 말은 어린아이, 즉 아기를 부를 때 쓰는 말이라고 하였으나 이는 후대에 붙인 기록이므로 당대에도 그렇게 쓰였는지는 알 수는 없다.알지는 고대에 성모(聖母)를 뜻하는 말이었다는 설이 있다.
또한 신라의 시조왕인 박혁거세 설화에서 혁거세거서간(居西干)이 알에서 나와 처음 입을 열 적에 스스로 알지거서간이라 했다는 기록도 있는데, 이로써 알지는 곡물 또는 곡물에 들어있는 신령(神靈)을 나타내는 말이고 특정의 인명이 아닌 농업의 신 또는 그 대리자로서의 기능을 가지는 신라 초기 왕을 표현하는 것으로 보기도 하고 알지의 알은 금(金)을 나타내는 말이고 지는 존장자(尊長者)에 붙이는 존칭어이므로 알지는 김씨 부족의 족장을 뜻한다고 알려져 있다.
이 기록은 김씨 부족의 시조 출현을 나타내주는 것으로, 그가 석씨 시조인 탈해왕에 의해 발견되어 양육되었다는 것은 신라 왕위계승에서 김씨의 등장과 독점이 가장 늦었음을 보여주는 것이라고 해석하고 있다. 《삼국유사》에도 거의 같은 전설이 기록되어 있으며, 탈해왕이 김알지를 태자로 책봉하였으나 후에 파사 이사금에게 양보했다고 한다.
이후의 생애는 알려져 있지 않으며, 그의 7대손 미추 이사금이 김씨 최초로 왕에 즉위하였다. 알지에서 미추까지의 세보는 《삼국사기》와 《삼국유사》에 약간의 차이가 있으나 세대수는 같다.
한편 《조선왕조실록》에는 그가 세조(世祖)로 추존되었다고 기록되어 있다. 신라의 추존왕으로 추정되는 태조 성한왕이 그와 동일인물이라는 설이 있다.

## 이름
신라에는 알지, 알영, 알평, 알천 등 '알'이 붙은 인명-지명이 많이 보이는데, '알'을 '아래·근본'을 뜻하는 말로 보고, '지(智)'는 존칭 어미이므로 '알지(閼智)'는 '시조님' 정도로 풀이하는 견해가 있다. 또한 상고기 왕비의 이름 중에는 알영(閼英), 아로(阿老), 아루(阿婁) 등 '알-'계 인명이 자주 보이는데, 이를 사제의 성격을 가진 인물을 의미하는 이름으로 해석하는 견해도 있으며, '閼'를 'ara' 즉 백제어로 왕을 뜻하는 '어라하'의 '어라'와 같은 단어로 해석하여 '왕(閼)' + '존칭(智)'으로 보는 견해도 있다.

## 관련 성씨
본관 경주 김씨로부터 분파 된 강릉 김씨, 연안 김씨와 김씨에서 권씨로 환성한 안동 권씨 또한 김알지의 후예이다.
김씨 분관록, 증보문헌비고 등의 문헌(文獻)에 의하면 신라 때 왕족의 두 형제가 왕에게 직간(直諫)하다가 오히려 미움을 받아 먼 곳으로 유배되어 형은 북빈경(北濱京. 지금의 강릉)에 살게 되었고, 동생은 동음홀(冬音忽)• 시염성(鼓鹽城. 지금의 연안군)에 살게 되었다고 한다.

## 탄생 신화
《삼국사기(三國史記)》와 《삼국유사(三國遺事)》에 실려 있다. 65년(탈해왕 9) 8월 4일 호공(瓠公)이 시림(始林) 속에서 큰 광명이 비치는 것을 보았다. 자색 구름이 하늘에서 땅으로 뻗쳤는데, 구름 가운데 황금궤가 나무 끝에 걸려 있고 그 빛이 궤에서 나오며, 흰 닭이 나무 밑에서 울어 왕께 아뢰었다. 왕이 숲에 가서 궤를 열어보니 사내아이가 누워 있다가 일어났다. 이는 박혁거세의 출생과 같으므로, 박혁거세를 알지라 한 선례에 따라 이름지었다. 아기를 안고 대궐로 돌아오니 새와 짐승들이 서로 따르며 기뻐하였다. 왕이 좋은 날을 받아 태자로 책봉하니 그가 곧 김알지이다.

## 가계
- 부인 : 마정부인(摩貞夫人), 석강조(昔康造)의 딸
  - 아들 : 김세한(金勢漢)
    - 손자 : 김아도(金阿道)
- 처조부 : 탈해 이사금(脫解尼師今)

## 성한과 동일인 설
경주 김씨의 족보에는 그의 아들을 세한, 열한, 성한 등의 다양한 이름으로 불리는 인물로 기록하고 있으나, 성한 (신라)과 그를 동일 인물로 보는 시각도 있다. 조선 후기의 김정희는 경주 김씨의 족보상 그의 아들로 등재된 성한왕과 그를 동일 인물로 추정했다.

## 김알지 초기 세보
《삼국사기》 : 알지 → 세한(勢漢) → 아도(阿道) → 수류(首留) → 욱보(郁甫) → 구도(仇道) → 미추

《삼국유사》 : 알지 → 열한(熱漢) → 아도(阿都) → 수류(首留) → 욱부(郁部) → 구도(俱道 또는 仇刀) → 미추

## 같이 보기
- 미추 이사금